# Kateřina Haring
Kateřina Haring (* 20. března 1974) je česká podnikatelka, manažerka, prezidentka Českomoravské asociace podnikatelek a manažerek a majitelka společnosti Dynamic Group.
Kateřina Haring vystudovala Gymnázium Nový Jičín. Poté se přestěhovala do Ruska, kde vystudovala vysokou školu State Academy of Management in Moscow, obor Mezinárodní ekonomické vztahy, kterou zakončila v roce 1997 titulem Ing. Po ukončení vysoké školy pracovala na ekonomickém odboru České ambasády v Rusku. Poté mezi lety 2001 a 2006 v soukromé sféře. V roce 2007 založila firmu marketingovou firmu Dynamic Group.
Od roku 2013 do roku 2016 působila v Českomoravské asociaci podnikatelek a manažerek jako viceprezidentka, od konce roku 2016 se stala její prezidentkou. V roce 2017 byla zvolena viceprezidentkou pro Evropu v rámci mezinárodní organizace Femmes Chefs D’Entreprises Mondiales (FCEM). Od roku 2018 je ambasadorkou České republiky projektu Women’s Entrepreneurship Day (WED). V roce 2020 začala nahrávat pro portál info.cz podcasty Podnikatelka, kde představuje příběhy známých i neznámých podnikatelek.
Kateřina Haring mluví plynně anglicky, rusky, francouzsky a slovensky. V roce 2020 ji časopis Forbes zařadil do žebříčku 135 nejvlivnějších českých žen na 109. místo.